# Na vojne kak na vojne
Na vojne kak na vojne (На войне как на войне) è un film del 1968 diretto da Viktor Ivanovič Tregubovič.